# Sympa César
 (novembre 2024).
Sympa César est un musicien, auteur-compositeur et interprète canadien originaire de la province d'Alberta. Il reside actuellement à Montréal.

## Biographie
Sympa César est né le 30 novembre 1997 à Edmonton, en Alberta. Très jeune, il a montré un amour pour la musique, et sa mère l'a inscrit à des cours de piano au Royal Conservatory of Music, qu’il poursuivrait jusqu’à l’âge de 17 ans. En 2009, il s'est joint pour la première fois à l'ensemble choral de son école secondaire. En 2012, il a connu sa première expérience de groupe rock avec le programme de formation musical du Centre de développement musical. En 2013, il s'est joint à l'âge de 15 ans à la chorale d'adultes La Chorale St-Jean. Après avoir terminé ses études secondaires à l’École Maurice Lavallée, il a commencé sa carrière professionnelle en tant qu'auteur-compositeur-interprète, tout en poursuivant un diplôme en éducation avec une majeure en musique à l'Université de l'Alberta. À la suite de la pandémie mondiale de COVID-19, il a poursuit des études collégiales au Cégep de Granby avec l'École nationale de la chanson. Il réside actuellement à Montréal et poursuit sa carrière d'auteur-compositeur-interprète professionnel au Québec.

## Carrière
La première de la carrière professionnelle de Sympa César a été avec le programme Jamais Trop Tôt dans le cadre du Grand Concours Hydro-Québec du Festival international de la chanson de Granby en août 2015. En 2016, au concours de musique franco-albertain Polyfonik, Sympa a remporté à la fois le prix de la première place, ainsi que le prix coup de cœur du public. Au cours de l'été 2016, Sympa a également joué dans la dernière itération d'une série télévisée / Web connue sous le nom de JAM 5. Le tout a déboutit lors du festival Francofolies en août 2016, maintenant plus communément appelé les Francos de Montréal. Sympa s'est ensuite produit lors de la 25e édition du concours Chant'Ouest à Regina, Saskatchewan en septembre 2016. Il a fait partie d'une tournée pancanadienne avec Coup de cœur francophone. Il a participé a la webserie Planète Brbr animé par Stef Paquette et tourné au Darling Mansion à Toronto.[citation nécessaire] En 2017, il a participé à une initiative avec Radio Canada pour la célébration du 150e de la confédération canadienne appelée Prise de son. Sympa, avec l'artiste franco-manitobain Kelly Bado, se sont jumelés avec des résidents de l'Île-du-Prince-Édouard, un groupe appelé Ten Strings and a Goat Skin, à Charlottetown afin de présenter un spectacle complet basé uniquement sur leurs propres compositions originales, ayant chaque artiste qui joue sur les morceaux de l'autre, en ajoutant les instruments nécessaires.
En décembre 2017, il a sorti ses deux premiers singles avec l'aide du Centre de développement musical, "Au-delà de mes rêves" qui sort le 1er décembre 2017, puis "Retour en arrière" le 8 décembre 2017. Il a participé au programme Les Rencontres qui chantent, et il s’est présenté au Festival en chanson de Petite-Vallée et FrancoFéte. Cela a amené Sympa à s'inscrire à nouveau au concours franco-albertain Polyfonik en 2019, cette fois lors de sa 30e édition spéciale. Il a remporté le premier prix du concours ainsi que le prix préféré du public, imitant sa victoire en 2016 des mêmes prix. Il s'est produit à la 52e et la 53e édition du Festival international de la chanson de Granby, au Festival d'été francophone de Vancouver, et lors des vitrines Visit'Arts avec le Regroupement francophone artistique de l'Alberta. Il s'est également produit au Festival Edmonton Chante en septembre 2020, à la résidence d'interprétation virtuelle Du Haut Des Airs Canada avec la Société pour l'avancement de la chanson d'expression française en février 2021, ainsi que lors de l'émission Belle et Bum de Télé-Québec en mars 2021 (diffusée en novembre 2021). En juin 2021 il a participé au festival virtuel national Tout pour la musique Canada. Le 5 novembre 2021, il a sorti un EP intitulé «Quand on s'appelle Sympa». Sympa s’est inscrit à l'École nationale de la chanson du Cégep de Granby lors de l'année 2021-2022, ou il a composé son premier album intitulé "FLUID•e".[citation nécessaire] Durant son passage à l'École nationale, il a pu interpréter de nouvelles chansons lors d'une tournée dans 3 grands centres de la scène musicale québécoise; d'abord à la Maison de la culture de Waterloo, au Théâtre Petit Champlain à Québec, et enfin au festival des Francos de Montréal, le tout en début juin 2022.[citation nécessaire] Maintenant établi à Montréal depuis juillet 2022, il a depuis participé au concours montréalais «Ma première Place des Arts». Il a pu se rendre jusqu'en demi-finale et repartir avec deux prix convoités, l'un avec Taxi Promo pour le tracking radio et l'autre pour une résidence de créativité au Studio B-12. Il a présenté un tout premier spectacle organisé par lui-même à Montréal en février 2023 afin de présenter les chansons de son premier EP "Quand on s'appelle Sympa".